# Yvon Bonnot
Pour les articles homonymes, voir Bonnot.
Yvon Bonnot, né le 22 août 1937 à Perros-Guirec (Côtes-du-Nord) et mort le 23 septembre 2019, à Lannion (Côtes-d'Armor), est un homme politique français.

## Biographie
Yvon Bonnot est élu maire de Perros-Guirec en 1981. Réélu par la suite sans discontinuité, il démissionne de son mandat le 5 août 2013,,.
Il est à l'origine de la création du Conseil national du littoral en 2006.
Il est inhumé dans le cimetière de Kerreut à Perros-Guirec.

## Détail des fonctions et des mandats

### Mandats locaux
- Adjoint au maire de Perros-Guirec[7]
- 1981 - 2013 : maire de Perros-Guirec
- Conseiller régional de Bretagne[8]
- Vice-président du conseil régional de Bretagne[9]

### Mandat parlementaire
- 28 mars 1993 - 21 avril 1997 : député de la 5e circonscription des Côtes-d'Armor[10].